# Säynäjäjärvi (Junosuando socken, Norrbotten)
Säynäjäjärvi är en sjö i Pajala kommun i Norrbotten och ingår i Torneälvens huvudavrinningsområde. Sjön har en area på 0,0961 kvadratkilometer och ligger 213 meter över havet. Säynäjäjärvi ligger i Torne och Kalix älvsystem Natura 2000-område.

## Delavrinningsområde
Säynäjäjärvi ingår i det delavrinningsområde (749888-178374) som SMHI kallar för Förgrening. Medelhöjden är 222 meter över havet och ytan är 45,23 kvadratkilometer. Räknas de 506 avrinningsområdena uppströms in blir den ackumulerade arean 10 027,95 kvadratkilometer. Avrinningsområdets utflöde Torneälven (Kamajåkka) mynnar i havet. Avrinningsområdet består mestadels av skog (37 procent) och sankmarker (55 procent). Avrinningsområdet har 3,5 kvadratkilometer vattenytor vilket ger det en sjöprocent på 7,7 procent.